# Новотамбовлаг
Новотамбовла́г (Новотамбо́вский исправи́тельно-трудово́й ла́герь, укр. Новотамбовський виправно-трудовий табір) — підрозділ, що діяв у складі Головного управління виправно-трудових таборів Народного комісаріату внутрішніх справ СРСР.

## Історія
Новотамбовлаг був створений 19 серпня 1938 року. Управління Новотамбовлага розташовувалося у місті Комсомольськ-на-Амурі (Хабаровський край). В оперативному командуванні табір спочатку підкорявся  безпосередньо Головному управлінню виправно-трудових таборів Народного комісаріату внутрішніх справ, а потім був перепідпорядкований Управлінню виправно-трудових таборів і колоній Управління НКВС Хабаровського краю. 1940 року знов увійшов до складу ГУЛАГу і наступного року перейшов до компетенції Головного управління таборів лісової промисловості.
Максимальна одночасна кількість в'язнів досягала 15 000 осіб (станом на 1 січня 1940 року).
5 вересня 1941 року Новотамбовлаг завершив своє існування, а його підрозділи увійшли до складу Нижньо-амурського виправно-трудового табору. 

## Виробництво
Основним видом виробничої діяльності в'язнів були лісозаготовки.